# Crinodes crenulata
Crinodes crenulata är en fjärilsart som beskrevs av William Schaus 1920. Crinodes crenulata ingår i släktet Crinodes och familjen tandspinnare. Inga underarter finns listade i Catalogue of Life.